# Maggie Wheeler
Margaret Emily „Maggie” Wheeler (z domu Jakobson; ur. jako Margaret Emily Jakobson 7 sierpnia 1961) – amerykańska aktorka.
Ubiegała się o rolę Moniki Geller w sitcomie Przyjaciele. Ostatecznie przypadła ona aktorce Courteney Cox, lecz Maggie zaproponowano rolę Janice Litman Garelnick, powracającej jak bumerang miłości jednej z głównych postaci – Chandlera Binga.
Starała się też o rolę Debry Barone w innym serialu – Wszyscy kochają Raymonda. Producenci ją wybrali, lecz CBS wyłoniło do tej roli Patricię Heaton. I tym razem Wheeler przypadła rola gościnna – przyjaciółki Debry, Lindy.
Zagrała też między innymi w serialach Ellen, Kroniki Seinfelda, Drake i Josh, Ostry dyżur, Z Archiwum X, Will & Grace oraz Jack i Jill.

## Życie prywatne
W wieku piętnastu lat Maggie była opiekunką szympansa imieniem Nim Chimpsky, wychowywanego jak ludzkie dziecko w latach 70.
Była związana z Davidem Duchovnym, zanim ten poślubił Téę Leoni. Później. 20 października 1990 roku wyszła za mąż, za Daniela Bordena Wheelera, z którym ma dwie córki.

## Filmografia
- 2011: Taniec rządzi (Shake It Up) jako pani Garcia
- 2008: Waking Dreams  jako Jenny
- 2007: Jak poznałem waszą matkę jako Margaret, agent nieruchomości (epizodycznie)
- 2000: CSI: Kryminalne zagadki Las Vegas (CSI: Crime Scene Investigation) jako Komik (2003) (gościnnie)
- 1999–2000: Luzik Guzik (Get Real) jako Jennifer (gościnnie)
- 1999–2001: Jack i Jill (Jack & Jill) jako Kirsten Moss
- 1999–2000: Luzik Guzik (Get Real) jako Jennifer
- 1999–2000: Wiecie, jak jest... (It's Like, You Know...) jako Rachel
- 1998–2006: Will & Grace (Will & Grace) jako Polly
- 1998: Nie wierzcie bliźniaczkom (The Parent Trap) jako Marva Kulp Jr.
- 1997–1999: Nowe przygody Batmana (The New Batman Adventures) jako Fake Harley
- 1996–2000: A teraz Susan (Suddenly Susan) jako Marcy (w odcinku pilotowym)
- 1996–2005: Wszyscy kochają Raymonda (Everybody Loves Raymond) jako Linda
- 1995: Pride & Joy jako stewardesa
- 1994–1998: Ellen jako Anita
- 1994: Z Archiwum X (The X Files) jako detektyw Sharon Lazard (gościnnie)
- 1994–2004: Przyjaciele (Friends) jako Janice Litman Garelnick
- 1993: Danger Theatre jako Charlotte Rave
- 1991–1993: Civil Wars
- 1990–1998: Kroniki Seinfelda (Seinfeld) jako Cynthia
- 1990–1996: Życie jak sen (Dream On) jako Bonnie Decker
- 1987: The Comic Strip jako Głos
- 1987: Kochać i być kochanym (Someone to Love)
- 1986–1994: Prawnicy z Miasta Aniołów (L.A. Law) jako Paula Lights (gościnnie)